# Krigets barn
Krigets barn (originaltitel: Rebelle, internationell titel: War Witch) är en kanadensisk långfilm från 2012 i regi av Kim Nguyen, med Rachel Mwanza, Alain Lino Mic Eli Bastien, Serge Kanyinda och Mizinga Mwinga i rollerna. Den spelades främst in i Kongo-Kinshasa. Filmen tävlade för Guldbjörnen vid Berlins filmfestival 2012. Rachel Mwanza vann Silverbjörnen i Berlin för bästa kvinnliga skådespelare.
Filmen var Kanadas bidrag till Oscarsgalan 2013 i kategorin Bästa utländska film. Den blev en av de fem nominerade filmerna.

## Handling
Den unga Komona har kiddnappats från sitt familj och sitt hem och blivit en barnsoldat. Hon blir känd som "Krigshäxan".

## Rollista
| Rachel Mwanza              | – Komona                    |
| Alain Lino Mic Eli Bastien | – Commandant-rebelle        |
| Serge Kanyinda             | – Magicien                  |
| Mizinga Mwinga             | – Grand Tigre Royal         |
| Ralph Prosper              | – Boucher                   |
| Jean Kabuya                | – Coach på skollägret       |
| Diane Uwamahoro            | – Komona - Berättare (röst) |
| Jupiter Bokondji           | – Sorcerer                  |
| Starlette Mathata          | – Komonas mamma             |
| Alex Herabo                | – Komonas pappa             |
| Dole Malalou               | – Coltan-handlare           |
| Karim Bamaraki             | – Biker                     |
| Sephora Françoise          | – Butchers mother           |
| Jonathan Kombe             | – Snäll polisman            |
| Marie Dilou                | – Exorcist                  |